# Gubinek
Gubinek [ɡuˈbinɛk] (deutsch Gubinchen; niedersorbisch Gubink) ist ein Dorf und ein Schulzenamt (Sołectwo) in der Landgemeinde Gubin (Guben) im Powiat Krośnieński (Landkreis Crossen) in der polnischen Woiwodschaft Lebus. Bis zum 15. Januar 1976 gehörte Gubinek zur Gemeinde Stargard Gubiński.

## Lage
Gubinek liegt im polnischen Teil der Niederlausitz an der Lausitzer Neiße, drei Kilometer südsüdwestlich von Gubin und unmittelbar an der Grenze zu Deutschland. Umliegende Ortschaften sind der deutsche Teil von Guben im Norden, der polnische Teil Gubin im Nordosten, Żenichów im Osten, Pleśno im Südosten, Sękowice im Süden und die in Deutschland gelegenen Ortschaften Schlagsdorf im Südwesten und Kaltenborn im Westen.
Gubinek liegt einen Kilometer westlich der Droga wojewódzka 285 und drei Straßenkilometer nördlich der Droga krajowa 32. Die südlich von Sękowice gelegene Grenzübergangsstelle ist nach dem Ort Gubinek beendet, an dieser Stelle endet die deutsche Bundesstraße 97 und beginnt die polnische DK 32. Östlich des Ortes liegt die stillgelegte Bahnstrecke Wrocław Muchobór–Gubinek.

## Geschichte

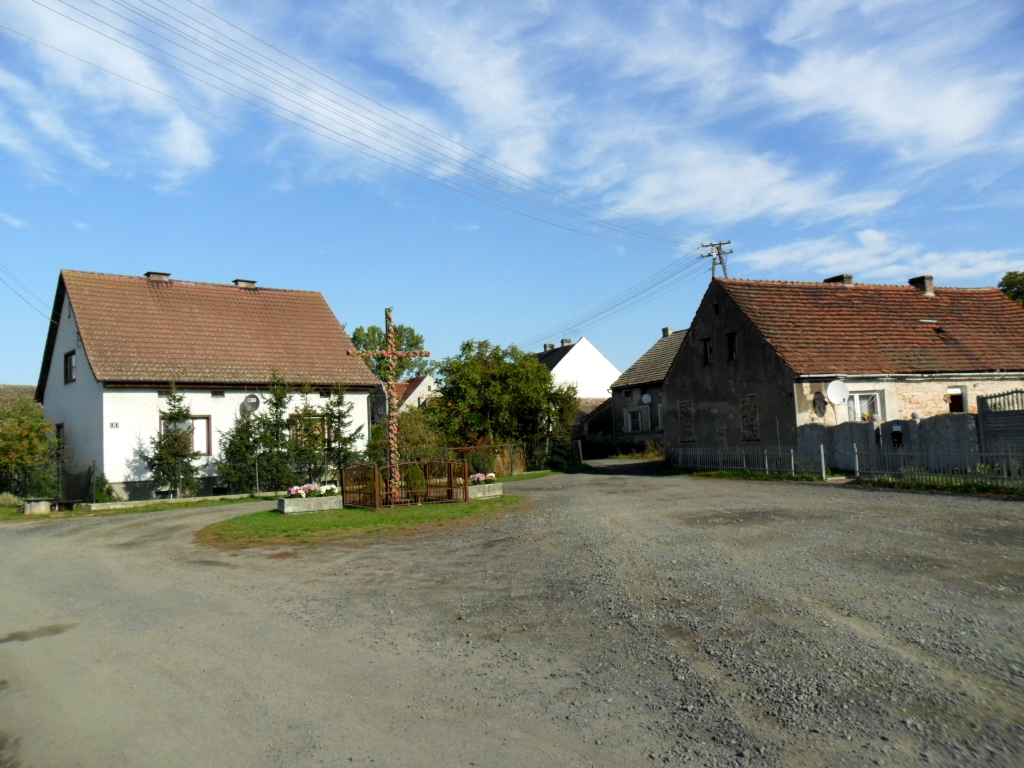
Dorfplatz im Ortszentrum

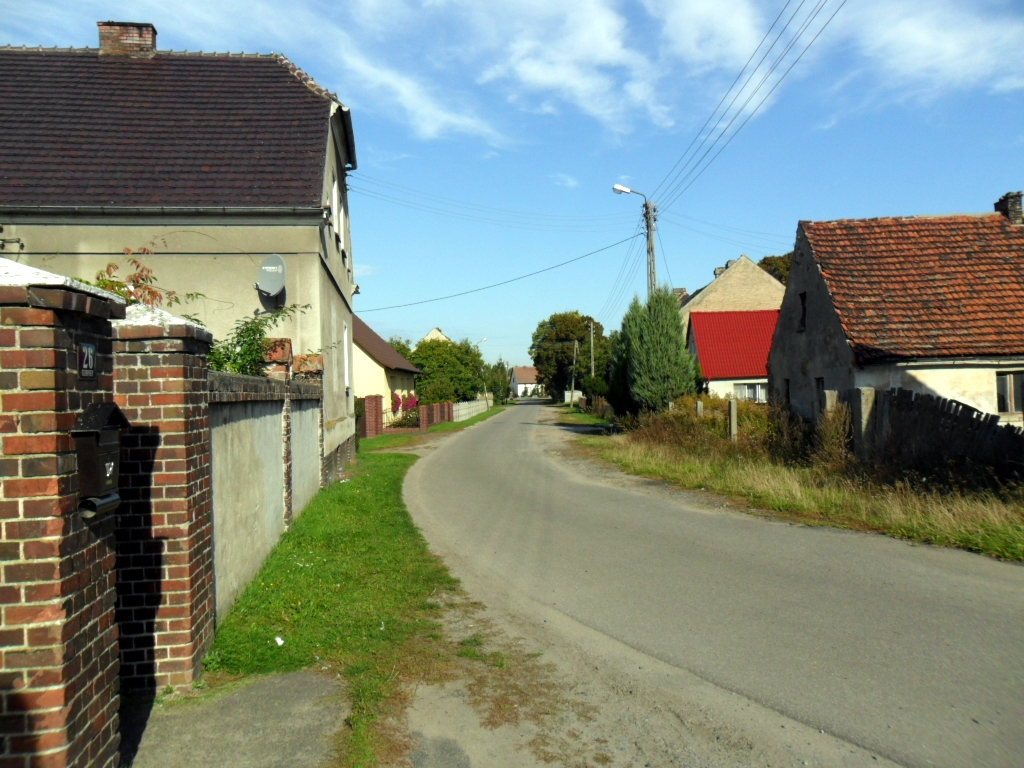
Blick durch die Dorfstraße

Gubinek wurde 1479 mit dem Namen Gubbinchen erstmals urkundlich erwähnt. Der Ortsname geht wie bei den Nachbarstädten Guben und Gubin auf das niedersorbische Wort guba = „Mund“ zurück und bezieht sich auf die Lage an der Mündung der Lubsza in die Lausitzer Neiße. Die Endung „-inchen“ ist eine ortstypische Namensendung für kleinere Orte, deren Namen sich von dem in der Nähe gelegener größerer Städte ableitet. Bis zur Reformation gehörte Gubinchen zum Benediktinerinnenkloster Guben. Bis 1806 lag der Ort im Kurfürstentum Sachsen und danach im Königreich Sachsen. Nach den Beschlüssen auf dem Wiener Kongress als Folge der Befreiungskriege musste Sachsen die Niederlausitz im Jahr 1815 an das Königreich Preußen abtreten.
Im folgenden Jahr wurde in Preußen eine umfassende Gebietsreform durchgeführt, seitdem gehörte Gubinchen zum Kreis Guben in der Provinz Brandenburg. 1819 hatte die Gemeinde 35 Gehöfte. Gemäß der Topografisch-statistischen Übersicht des Regierungsbezirks Frankfurt a.d.O. aus dem Jahr 1844 hatte Gubinchen zu diesem Zeitpunkt 28 Wohnhäuser und 160 Einwohner. Kirchlich gehörte der Ort zur Klosterkirche Guben. Im Jahr 1867 gab es in Gubinchen 38 Wohngebäude und 255 Einwohner. Ab 1874 wurde die Landgemeinde Gubinchen vom Amtsbezirk Schenkendöbern verwaltet. Bei der Volkszählung mit Stichtag zum 1. Dezember 1910 lebten in Gubinchen 354 Einwohner. 1925 hatte der Ort 335 Einwohner, bis 1939 stieg die Zahl wieder auf 353 an.
Nach dem Ende des Zweiten Weltkrieges und der Festlegung der Oder-Neiße-Grenze kam Gubinchen am 2. August 1945 zu Polen. Der Ort wurde in Gubinek umbenannt, die deutschen Einwohner vertrieben und der Ort von polnischen Neusiedlern bezogen. Der Ort gehörte zunächst zur Woiwodschaft Posen, am 28. Juni 1946 wurde Gubinek nach Czarnowice eingemeindet. 1950 wurde Gubinek Teil der neu gebildeten Woiwodschaft Zielona Góra. Im Oktober 1954 wurde in Polen eine Verwaltungsreform durchgeführt, bei der die Landgemeinden abgeschafft und durch kleinere Gromadas ersetzt wurden. Seitdem gehörte Gubinek zur Gromada Czarnowice, diese wurde wiederum am 1. Juni 1968 nach Stargard Gubiński eingemeindet. Am 1. Januar 1973 kam es in Polen zu einer weiteren Gebietsreform, dabei wurde die Gromada Stargard Gubiński in eine Landgemeinde (Gmina wiejska) umgewandelt. Am 15. Januar 1976 fusionierte Stargard Gubiński mit den Landgemeinden Grabice und Wałowice zu der neuen Landgemeinde Gubin.
Bis 1986 hatte Gubinek einen Bahnhof an der Bahnstrecke Wrocław Muchobór–Gubinek sowie eine Grenzübergangsstelle nach Guben, danach wurde der Verkehr auf der Strecke eingestellt und diese teilweise zurückgebaut. Seit 1999 gehört Gubinek zur Woiwodschaft Lebus.